# Warden (logiciel)
Pour les articles homonymes, voir Warden.
Warden (ou Warden Client en anglais) est un logiciel anti-triche développé par la société Blizzard Entertainment.

## Fonctionnement
Lorsqu'un joueur se connecte sur l'un des jeux Battle.net (Diablo II depuis le patch 1.11, Diablo III, StarCraft (depuis le patch 1.15), Starcraft II : Wings of Liberty, Warcraft III (depuis le patch 1.23, World of Warcraft), le système Warden se met automatiquement en marche. Pendant que le jeu est en cours d'exécution, le système Warden utilise des fonctions API afin de collecter des informations sur le programme ouvert puis de les envoyer automatiquement vers les serveurs Blizzard afin qu'ils soient comparés avec des logiciels de triche déjà connus dans la base de données Blizzard. Ce système se rapproche beaucoup de celui de Valve Anti Cheat (VAC) où le système compare les logiciels en fonctionnement chez le joueur à une base de données déjà existante regroupant tous les cheats existants. Lorsque Warden détecte un cheat chez l'utilisateur, celui-ci l'empêchera de se reconnecter au jeu et affichera un écran qui le guidera vers le site d'assistance Blizzard. La durée est spécifiée dans l'e-mail pour laquelle le compte est inscrit. Lorsque cela se produit, l'intégralité du compte Battle.net (qui peut inclure plusieurs licences attachées) n'est pas bloquée - seul le compte de jeu l'est.
Warden prend en compte les modifications apportées au code de l'exécutable principal ainsi qu'aux bibliothèques de liens dynamiques (DLL) du jeu. Hormis cela, contrairement à ce qui est pensé, Warden est un mécanisme de protection passif. Il est composé d'une partie client destiné uniquement à la collecte d'informations, qui sont ensuite envoyées à la partie serveur. Ce système se rapproche approximativement de l'algorithme suivant :
1. Obtention de la liste des adresses relatives pour l'analyse
2. Lecture du nombre d'octets requis à chacune des adresses
3. Calcul des hachages (hash)
4. Construire le paquet avec des hachages et l'envoyer au serveur

La procédure est surement répétée à certains intervalles plusieurs fois par minute. Si le côté serveur détecte que les hachages ne concordent pas avec les valeurs de référence, il est considéré que les modifications de code illégales ont eu lieu, et donc que l'utilisateur triche.

## Controverses
Warden a fait l'objet de nombreuses polémiques, notamment celle avec MDY Industries . Dans un article publié le 20 octobre 2005, l'association Electronic Frontier Foundation a qualifié Warden comme un « logiciel espion », accusant Blizzard de collecter des informations personnelles et de les utiliser autre que pour la recherche des programmes malveillants et de tricherie.